# 布列塔尼继承战争

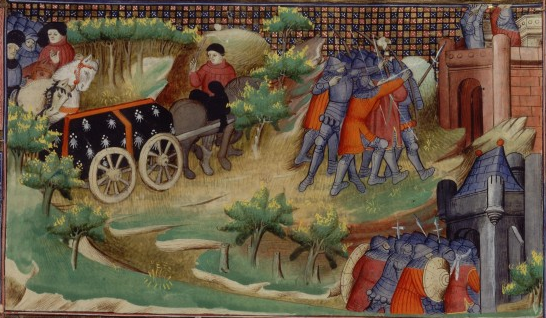
布列塔尼公爵約翰三世的喪禮，收錄於尚·傅華薩著《大事記》。

布列塔尼繼承戰爭（英語：War of the Breton Succession 法語：Guerre de Succession de Bretagne）發生於1341年到1365年間。是布盧瓦家族和蒙福爾家族為爭奪布列塔尼公國繼承權而爆發的戰爭。
英格蘭和法蘭西的介入使這場戰爭成為英法百年戰爭的一部分，並且成為百年戰爭初期的衝突核心。法蘭西支持女性繼承人的布盧瓦家族，英格蘭則支持男性繼承人蒙福爾家族。這跟兩國國王在爭奪法蘭西王位繼承權的立場正好相反，金雀花王朝主張女性繼承權，而瓦盧瓦王朝主張只有男性可以繼承。1364年的歐賴戰役確定蒙福爾家族取得最終勝利。

## 背景
布列塔尼公爵家族和英格蘭王國有歷史和血緣上的關係，家族也兼有約克郡的里士满伯爵爵位。公爵阿爾蒂爾二世結婚兩次，第一任是利摩日女子爵瑪麗·德·利摩日(1275–1291)，第二任是蘇格蘭國王亞歷山大三世的遺孀—蒙福爾女伯爵尤蘭德·德·蒙福爾(1263–1322)。第一任妻子有三個兒子，其中包含繼承人約翰三世以及龐蒂埃夫勒伯爵居伊。和第二任妻子有一個兒子，同樣名為約翰（法語為「讓」），未來的蒙福爾伯爵。
約翰三世並不喜歡同父異母的弟弟，他成為公爵的第一年處心積慮要否決父親的第二任妻子，並宣稱让為私生子。當他失敗後，他便嘗試確保尚·德·蒙福爾不會繼承公爵。由於約翰三世膝下無子，他便選了弟弟居伊的女兒—龐蒂埃夫勒的讓娜為繼承人。1337年，讓娜和法王腓力六世姊姊的兒子夏爾·德·布盧瓦結婚。但是1340年，約翰三世與让和解，並且重新宣布让成為布列塔尼公國的繼承人。1341年4月30日，約翰三世去世，他的遺言中表示不想被繼承問題纏身。

## 戰爭前期
由於大多數的貴族支持夏爾·德·布盧瓦，蒙福爾必須在他們組織抗爭前做出行動。让很快地確保公國首都南特並掌握利摩日的公爵寶庫。到8月中，蒙福爾家族已經掌控公國大部分地區，包含三大城市：南特、雷恩與瓦訥。
到這階段為止，繼承危機都還只是公國內部的問題，但4年前爆發的英法百年戰爭使狀況更為複雜。英法兩國雖然在1341年訂下停戰條約，但無疑戰爭會在條約到期後再度爆發。因此當法王腓力六世聽聞蒙福爾接待英格蘭使者後，立刻決定介入繼承戰爭。夏爾·德·布盧瓦受到法蘭西官方支持，让·德·蒙福爾因此被迫支持英王愛德華三世爭取法蘭西王位。
愛德華三世受到停戰條約限制，不能對法蘭西進行軍事行動。但法蘭西卻可以軍事介入附庸國的叛亂。11月，让在經過短時間的圍城並在尚托索戰役戰敗後，被南特市民獻出投降。他被給予和布盧瓦安全談判的機會，但因為沒有下文而被丟入監牢。
让的妻子，法蘭德斯的喬安娜繼承丈夫領導蒙福爾家族的事業。她判斷東邊的據點無法防禦，而在布列塔尼西部的埃訥邦設立基地，但卻被逼到布雷斯特並遭到圍城。北安普頓伯爵率領的英軍在布雷斯特海戰擊敗法軍解除圍城。巴黎害怕愛德華三世在條約到期後於加萊登陸而選擇撤軍。夏爾·德·布盧瓦只好自行延續這場戰爭，不過很快他便證明自己是有能力的將領，佔領了雷內與瓦訥，並讓許多蒙福爾的部下投誠。
11月底，愛德華三世率軍抵達布雷斯特，並立刻向瓦訥進軍，圍城戰持續了一段時間，而法軍也集結準備前往對抗。不過在1343年1月19日，雙方在正式交戰前，兩位國王又簽下新的停戰條約，瓦訥交由教宗代管。由於让·德·蒙福爾入獄，他的兒子還是嬰兒，妻子又於不久後發瘋。蒙福爾家族的控制區域實際上由倫敦方面管理，英軍也長期在布雷斯特駐紮。
新停戰條約持續到1346年9月29日，兩國希望爭端能在這段時間內平息。不過在布列塔尼公國內部，夏爾·德·布盧瓦仍能不受條約約束繼續自己的抗爭。殘酷的小型戰鬥在這段時間持續發生。
1343年9月1日，让·德·蒙福爾從巴黎被釋放，代價是欠下巴黎大量債務並要待在東邊的領地。英格蘭的沿岸駐軍堅守駐地，但蒙福爾的軍隊持續潰敗。他們仍然有一些功績，例如將瓦訥從教宗監管下解放，但是沒有統一的領導人下，他們只能向倫敦請求人力和資金。
為了阻礙布雷斯特與瓦訥之間的連結，布盧瓦在1344年3月初向坎佩爾發動圍城。5月1日坎佩尔在攻城戰中陷落，市民遭到屠殺，估計有1400到2000名受害者。英格蘭俘虜被留下要求贖金，布列塔尼人與諾曼人則被送往巴黎，以叛國罪處死。夏秋之間，蒙福爾派瓦解，即便是让最堅定的盟友也認為繼續掙扎沒有意義。1345年3月，蒙福爾逃往英格蘭，沒有追隨者，他現在只是英格蘭對布列塔尼野心的象徵而已。
愛德華三世在和約到期的一年前也就是1345年夏天毀約。作為他大戰略的一部份，一支由北安普頓伯爵和让·德·蒙福爾共同領導的部隊登陸布列塔尼。在六月登陸後數周，英格蘭在北安普頓伯爵的副手—湯瑪士·達沃斯爵士領導下獲得首次勝利。部队掠奪了布列塔尼中部，並在若瑟蘭附近的卡多瑞戰役擊敗夏爾·德·布盧瓦。
接下來的時間沒有重要的事件。行動被推遲到7月蒙福爾嘗試奪回坎佩爾時。然而，法蘭西宮廷收到愛德華取消主要戰役的消息，決定從諾曼第派遣援軍。在援軍支援下，布盧瓦突圍成功，擊潰蒙福爾讓他退回埃訥邦，蒙福爾病倒並在9月16日病逝。他的繼承人是年僅五歲的讓五世。
冬季期間，北安普頓伯爵為了奪取半島北邊的港口打了長期艱辛的戰役。愛德華三世也許原訂於1346年夏季在此登陸。然而英軍獲得很少收穫。布列塔尼北部是讓娜·德·龐蒂埃夫勒的根據地，對英軍的反抗也很激烈。
最後，愛德華選擇以諾曼第作為1346年戰役的登陸點。北安普頓伯爵被召回，湯瑪士·達沃斯被任命為代理副官。6月9日，達沃斯在前往英軍堡壘的途中和他的護衛遭到布盧瓦的伏擊，引發聖波勒德萊昂戰役。他們在山丘上負隅頑抗直到入夜，布盧瓦被迫放棄大量傷兵撤離。

## 局勢逆轉

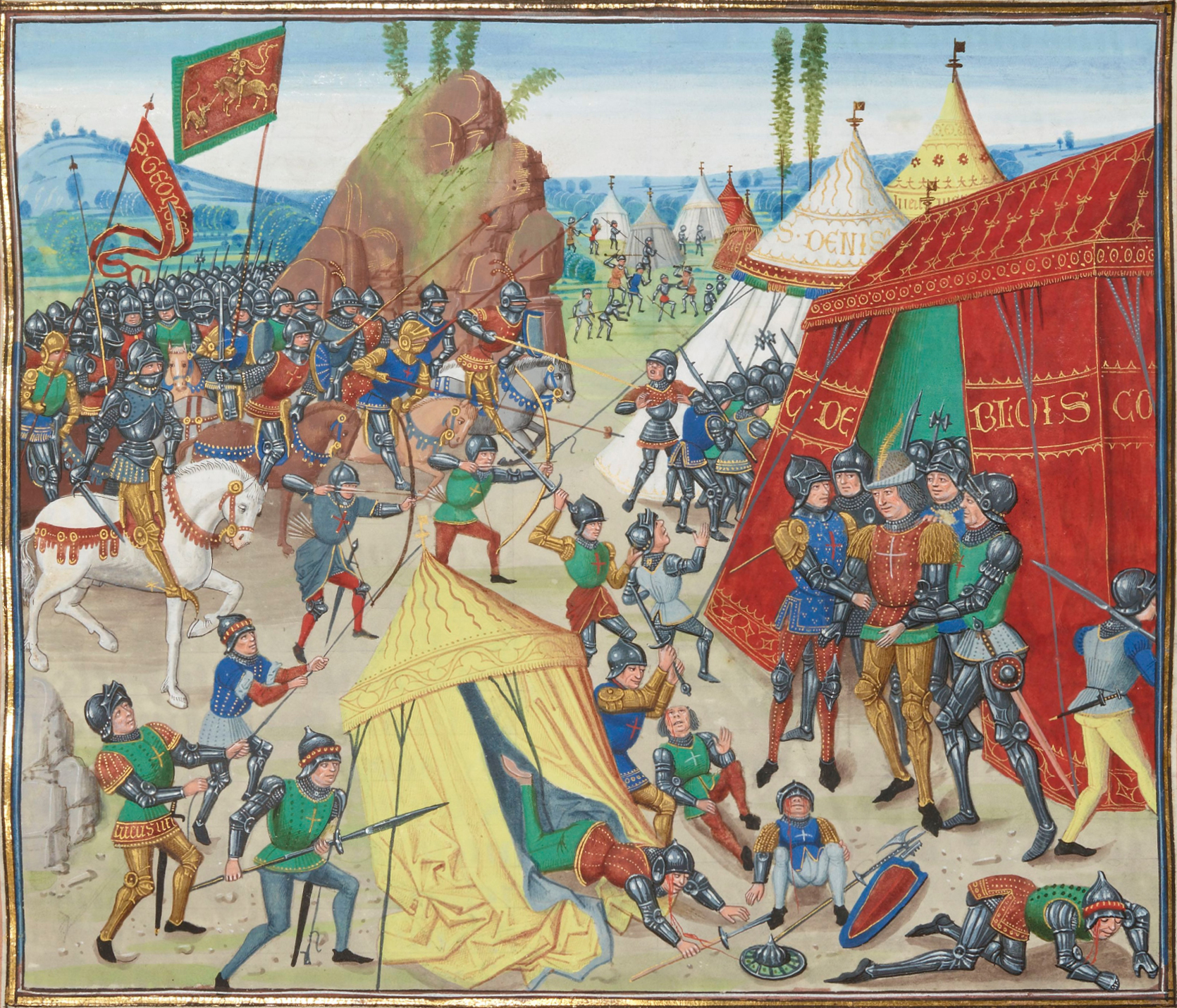
捕獲夏爾·德·布盧瓦

在這時間點，公國外部的戰爭對戰局產生了影響。法軍在1346年的克雷西會戰慘敗，加萊港也在1347年被奪走。失去法軍援助的布盧瓦開始節節敗退，坎佩爾屠城事件也讓他失去人民的支持度，而布列塔尼的商人因為地處大西洋與英吉利海峽之間的戰略位置而傾向強化和英格蘭的經濟關係。1347年，布盧瓦在拉羅什德里安戰役遭到俘虜，他在倫敦塔被監禁五年，英軍在此時掌控了布雷斯特、坎佩爾與瓦訥。
在教宗英諾森六世的壓力下，英格蘭、法蘭西與布列塔尼商議和約，雙方在公國內勉強維持勢力平衡。就在這時期發生了中世紀騎士精神的代表性戰鬥—三十人之戰。這是法軍若瑟蘭堡壘和英軍普洛埃爾梅勒堡壘決定採用決鬥的方式解決紛爭。30名蒙福爾派騎士由羅伯特·本博羅領導，對決讓·德·博曼瓦領導的30名布盧瓦派騎士。1351年3月26日，雙方在兩個城鎮道路中間進行決鬥。在夜晚到來時，蒙福爾派損失9名騎士，而布盧瓦派只損失6名，蒙福爾派生存者投降。這場決鬥在當時被大幅羅曼蒂克化，但對繼承戰爭整體並沒有影響。

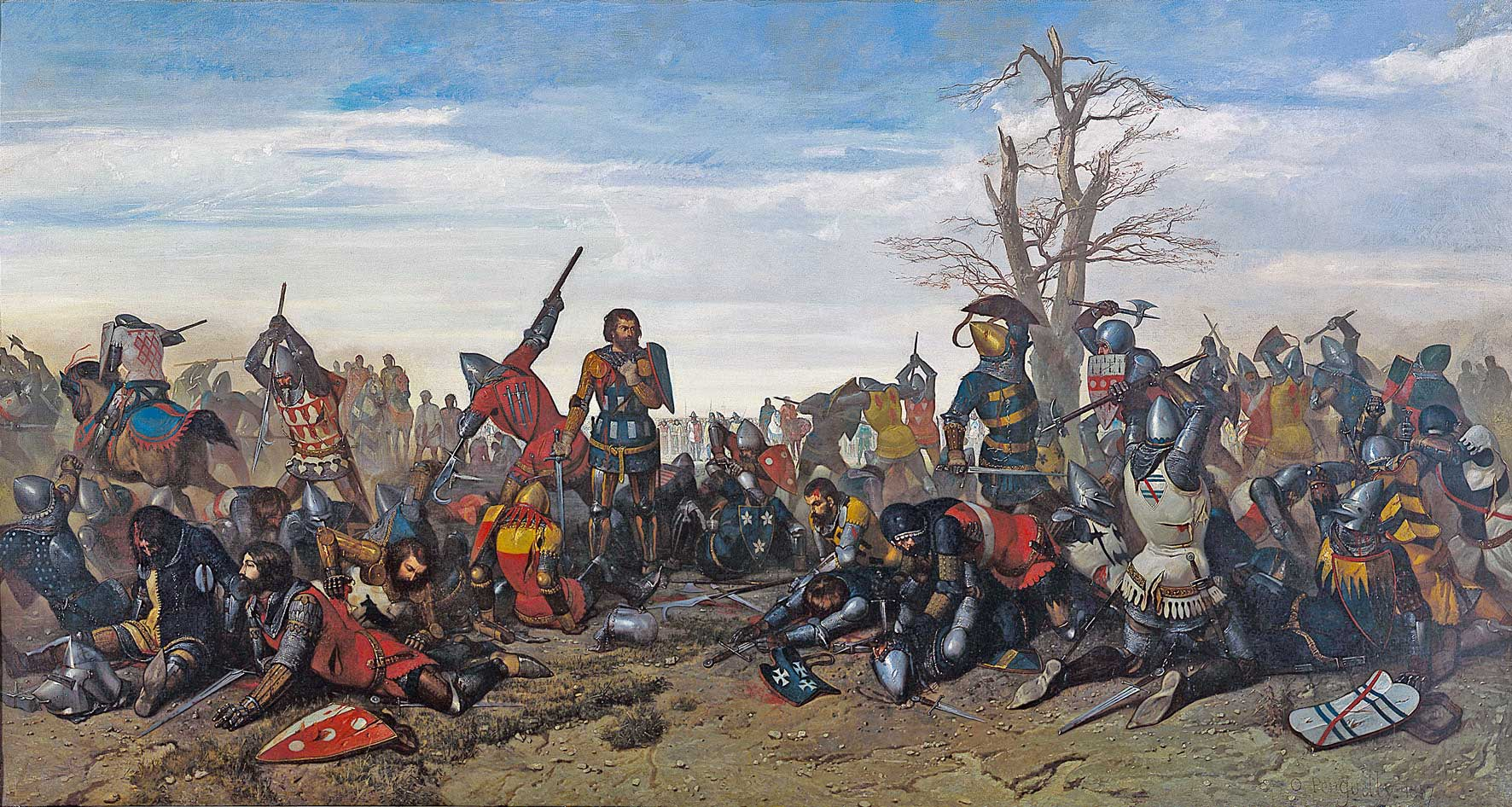
十九世紀對三十騎士之戰的描繪

愛德華三世在1353年3月1日簽下西敏條約，接受以300,000金幣為贖金，承認夏爾·德·布盧瓦為布列塔尼公爵，並且和英格蘭簽訂「永續」同盟。不過由於蒙福爾的讓五世和愛德華的女兒瑪莉結婚，使西敏條約被塵封。這樁婚事需要法王與教宗的承認，王室統帥夏爾·德·拉塞爾達負責進行協調，但是納瓦拉的查理二世為了維持政治利益，需要英法兩國繼續衝突，他因此密謀暗殺王室統帥，事後又轉向支持法蘭西來換取領土。雖然西敏條約告吹，但是夏爾·德·布盧瓦仍然被釋放，並回歸布列塔尼成為公爵。

## 最終階段

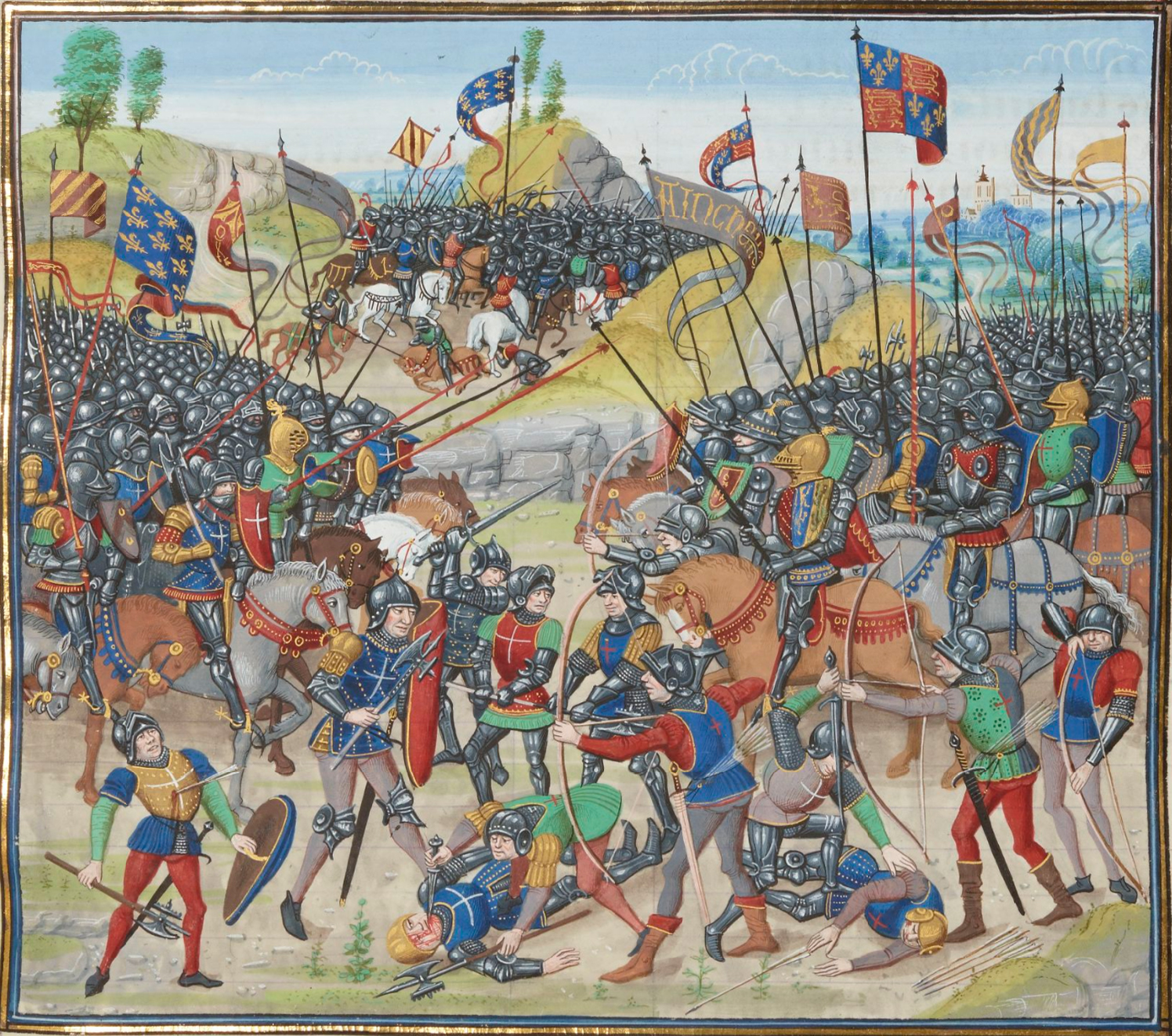
歐賴戰役，1364年

局勢僵持了一段時間，夏爾·德·布盧瓦成為實質上的公爵，但多數的領土仍然控制在蒙福爾家族手上。外部的事件再度影響戰局，一場黑死病侵襲法蘭西，而法王在1356年的普瓦捷戰役被俘虜。法蘭西政府事實上遭到癱瘓。1362年，年輕的讓·德·蒙福爾滿22歲，英王愛德華允許他回歸布列塔尼，以不能在未經允許下結婚為條件確保他數座堡壘。一抵達布列塔尼，讓便和布盧瓦要求達成和議並分享布列塔尼，但夏爾的妻子讓娜堅持要他拒絕並消灭讓。
戰爭於1363年再度爆發，夏爾·德·布盧瓦受到貝特朗·杜·蓋克蘭的協助取得數場勝利。但當貝特朗離開前往控制納瓦拉與諾曼第的堡壘時，布盧瓦發動了失敗的貝什雷勒圍城戰。另一個和談的機會出現，但讓娜再度阻擋協商。讓·德·蒙福爾得到英格蘭名將約翰·錢多斯的協助前往圍攻歐賴。夏爾·德·布盧瓦和貝特朗·杜·蓋克蘭趕來解圍，但他們在1364年9月29日的歐賴戰役遭到全面擊潰。這場戰役為長年的戰爭畫下句點。夏爾·德·布盧瓦戰死，貝特朗·杜·蓋克蘭被俘虜，法王查理五世花費100,000法郎將他贖出。

## 和平條約
1365年4月12日，雙方簽訂第一次蓋朗德條約，承認讓·德·蒙福爾成為布列塔尼公爵。他並沒有完全否決龐蒂埃夫勒家族所有的要求，並訂定了布列塔尼繼承法，如下：
- 公爵將在蒙福爾家族中由男性繼承給男性；
- 若無男性子嗣，則將由龐蒂埃夫勒家族的男性繼承；
- 讓娜保有龐蒂埃夫勒的特權以及利摩日女子爵身份，仍终身保留布列塔尼女公爵名号，免朝见。

法王查理五世並未反對讓的繼位，擔心他會向英王愛德華—他的保護者與前岳父宣示效忠（瑪莉於1361年去世）。加上法蘭西已經在百年戰爭的背景下耗盡資源，查理五世因此承認他的爵位，接受讓的誓言，因此贏得布列塔尼貴族的情誼。
1420年讓五世被龐蒂埃夫勒派綁架，侵犯條約，因此龐蒂埃夫勒的繼承條款被蒙福爾派否決。未來的布列塔尼公爵弗朗索瓦二世便因為沒有男性繼承人，而將爵位於1488年傳給女兒布列塔尼的安妮。

## 大事記
- 1341年4月30日—約翰三世過世而未留下子嗣，讓娜·德·龐蒂埃夫勒與夏爾·德·布盧瓦成為布列塔尼女公爵與公爵。尚·德·蒙福爾拒絕接受並向英王愛德華三世求助。
- 1343年—尚·德·蒙福爾遭俘，不過很快被釋放。夏爾趁機攻打埃訥邦，但在蒙福爾的妻子—法蘭德斯的讓娜堅守下失敗。英格蘭軍隊抵達解圍，強迫布盧瓦接受停戰協定，但不久就被撕毀。
- 1344年—夏爾在法王腓力六世的幫助下攻打坎佩爾，並屠殺2000名市民。
- 1345年—尚·德·蒙福爾嘗試奪回坎佩爾失敗並逝世。他對布列塔尼的野心由兒子讓五世繼承，他的母親法蘭德斯的讓娜成為蒙福爾派的軍事及政治領袖。
- 1346到1364年間—雙方在多場小戰役間互有勝負，多個停戰條約被簽下又撕毀。法蘭德斯的讓娜得到精神疾病且被迫成為修女。
  - 1351年3月27日—三十人之戰
- 1364年9月29日—歐賴戰役，夏爾·德·布盧瓦與貝特朗·杜·蓋克蘭慘敗於讓五世與英格蘭將領約翰·錢多斯手下。夏爾陣亡，結束布盧瓦家族在布列塔尼的影響。
- 1365年—第一次蓋朗德條約，讓五世被承認為布列塔尼公爵，讓娜·德·龐蒂埃夫勒放棄公爵繼承權，仅本人仍可终身保有女公爵名号。意外的是，新任公爵向法王查理五世宣誓效忠，而非支持他的英王。